# Rhagades predotae
Rhagades predotae is een vlinder uit de familie bloeddrupjes (Zygaenidae). De wetenschappelijke naam is voor het eerst geldig gepubliceerd in 1930 door Naufock.
De soort komt voor in Europa.